# Joseph Leopold Strickner
Joseph Leopold Strickner (* 15. November 1744 in Innsbruck; † 2. April 1826 ebenda) war ein österreichischer Maler und Kupferstecher.

## Leben

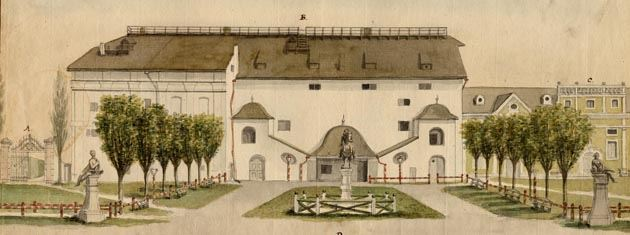
Das k.k. Hoftheater in Innsbruck, Tuschpinselzeichnung, aquarelliert, 1801

Joseph Leopold Strickner wurde als älterer Sohn des Malers Johann Michael Strickner in Innsbruck geboren. Er wurde zunächst von seinem Vater ausgebildet, nach dessen frühem Tod von Anton Kirchebner. Anschließend wurde er Gehilfe von Joseph Schöpf und arbeitete an dessen Fresken in Asbach, St. Johann im Ahrntal, Wattens und der Innsbrucker Servitenkirche mit. 1764 war er als Mitarbeiter Josef Adam Mölks an den Fresken in der Kirche in Frohnleiten beteiligt. Ab etwa 1770 schuf er eigenständig Fresken in verschiedenen Tiroler Kirchen, daneben Tafelbilder, Porträts und Kupferstiche. Eine besondere Vorliebe entwickelte er für Grisaillemalerei in Fresko, Öl und Aquarell. Strickners Werke sind in einem spätklassizistischen Stil gehalten. Bedeutend sind seine topographischen Ansichten von Innsbruck und Umgebung, die häufig reproduziert wurden.

## Werke
- Kuppelfresko, Pfarrkirche Riffian, 1777[1]
- Deckengemälde im Chor, Pfarrkirche St. Sigmund im Sellrain, 1790[2]
- Dekorationsmalerei, Kapelle der Weiherburg, um 1798[3]
- Grisaillefresken nach Schabblattvorlagen Antoine Watteaus, Schlandersburg, um 1800[4]
- Seitenaltarbild hl. Familie mit dem hl. Johannes dem Täufer und der hl. Agnes, Pfarrkirche Wiesing, um 1800[5]
- Kuppelfresko, Kalvarienbergkapelle Zirl, 1805[6]
- Deckenfresken, Pfarrkirche Flirsch, 1812[7]
- Deckenfresken, Pfarrkirche Volders, 1824 (nicht erhalten)[8]